# Geldmangel
Geldmangel ist der erlebte Mangel an Geld.

## Allgemeines
Ein Handelslexikon aus 1823 definierte den Geldmangel als den „Abgang, das Nichtvorhandensein des Geldes, wenn … das zirkulierende Geld aus irgend einer Ursache nicht hinreichend ist“. Eine volkswirtschaftliche Definition durch Oskar Ludwig Bernhard Wolff sah den Geldmangel als „gehemmter Umlauf des Geldes durch irgend eine Ursache, z. B. Krieg, Staatsanleihen, Barsendungen ins Ausland.“ Beide Fälle deuten darauf hin, dass Geldmangel aus volkswirtschaftlicher Sicht ein Problem mit der Geldversorgung darstellen könnte, das in zu geringem Geldumlauf besteht. Zentralbanken waren bis Mitte des 20. Jahrhunderts nicht in der Lage, eine Geldmengensteuerung so vorzunehmen, dass die ausreichende Geldversorgung in der Wirtschaft jederzeit gewährleistet war. Aus betriebswirtschaftlicher Perspektive ist Geldmangel die relative Knappheit an Geld, die den Konsum, Investitionen oder den Schuldendienst behindern kann.
Heinrich Heine litt zeitlebens an Geldmangel, so dass ihn sein reicher Onkel Salomon Heine finanziell unterstützen musste. So bekannte er am 30. September 1823: „Auf meine Grundsätze hat Geldmangel oder Überfluss nicht den mindesten Einfluss, aber desto mehr auf meine Handlungen“.

## Wirtschaftliche Aspekte
Geldmangel ist in der Volkswirtschaftslehre eine Geldlücke, die besteht, wenn zwischen der aktuellen Geldmenge und der Gleichgewichtsgeldmenge oder dem Geldangebot und der Geldnachfrage ein Defizit auftritt. In modernen Volkswirtschaften ist Geldmangel dieser Art praktisch ausgeschlossen, weil die Geldpolitik der Zentralbanken darauf ausgerichtet ist, die Geldversorgung der Wirtschaft durch entsprechende Steuerung des Geldangebots auf die notwendige Gleichgewichtsgeldmenge sicherzustellen. 
Geldmangel bedeutet die relative Knappheit an Geld und betrifft den Zahlungsmittelbestand (Bargeld, Buchgeld, Geldersatzmittel). Er kann alle Wirtschaftssubjekte (Privathaushalte, Unternehmen oder die öffentliche Hand) treffen. Er entsteht, wenn ein konkreter Finanzierungsbedarf für Konsum oder Investitionen vorliegt, aber ein Finanzierungsrisiko bei der Vollfinanzierung im Wege steht. Geldmangel führt dazu, dass Wirtschaftssubjekte ihren Bedarf nicht in kaufkräftige Nachfrage umwandeln und deshalb nicht kaufen können. Sie sind deshalb auf Tauschhandel angewiesen oder müssen Konsumverzicht üben. 
Nicht nur temporärer Geldmangel ist ein Indikator oder die wahrnehmbare Form der Illiquidität, die zur Zahlungsunfähigkeit und damit zur Insolvenz führen kann. Eine detaillierte Finanzplanung (Unternehmen, Staat und dessen öffentliche Verwaltung oder Staatsunternehmen) oder private Finanzplanung (Privathaushalte) kann künftigem Geldmangel vorbeugen. Die Ursachen des Geldmangels können möglicherweise durch Liquiditätsplanung oder eine private Liquiditätsrechnung beseitigt werden.